# Basztowa Igła
Basztowa Igła (słow. Ihla v Patrii, Veža Vlasty, 1861 m) – smukła turnia znajdująca się we wschodnich stokach Złudnej Baszty w słowackich Tatrach Wysokich. Basztowa Igła wznosi się nad Doliną Mięguszowiecką. Zbudowana z litej skały igła skalna ma wysokość około 25 od strony stoku i około 40 m po stronie przeciwnej. Jest widoczna z placu przed hotelem nad Popradzkim Stawem. Władysław Cywiński pisał: Całą swą krasę demonstruje tylko przy właściwej grze mgieł. Prawdziwy okaz!.

## Taternictwo
Pierwszego udokumentowanego wejścia na wierzchołek Basztowej Igły dokonali 29 września 1929 r. Vlasta Štáflová i Alexander Škarvan. Vlasta Štáflová za ten wyczyn uhonorowana została przez A. Škarvana nazwaniem nieznanej wówczas szerzej Basztowej Igły "Wieżą Vlasty" (nazwa ostatecznie się nie utrzymała). Ten fakt oraz efektowna fotografia obojga taterników na szczycie Igły, opublikowana w 1930 r. w "Krásach Slovenska" jako dokument z "pierwszego wejścia", sprawiły wrażenie, że wspomniana dwójka rzeczywiście była pierwszymi zdobywcami turni. Tymczasem sama Vlasta Štáflová w tekście zamieszczonym we wspomnianym czasopiśmie jednoznacznie stwierdziła, iż po wejściu na wierzchołek znaleźli tam ze Škarvanem "przegnite kawałki papieru i przegnitą linę", co dowodzi, że ktoś już tam był przed nimi (jednak zapewne nie wcześniej, niż w 1926 r.).
1. Południową ścianką; IV w skali tatrzańskiej, 30 min
2. Północną ścianką; V, 1 godz. 30 min[2].